# Fabrice Moreau (Musiker)

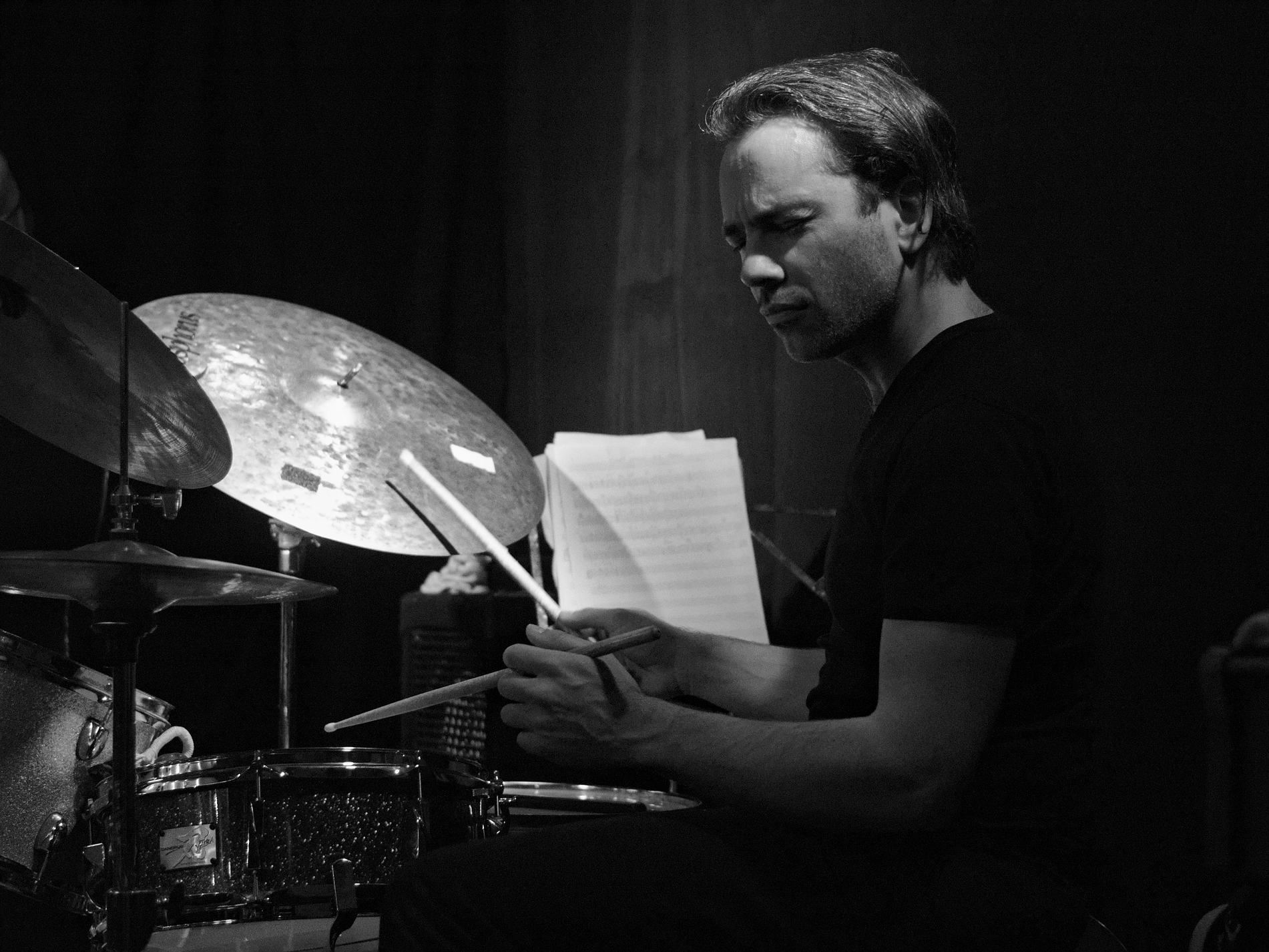
Fabrice Moreau 2016

Fabrice Moreau (* 25. Juli 1975 in Paris) ist ein französischer Jazzmusiker (Schlagzeug,  Komposition) des Modern Jazz.

## Leben und Wirken
Moreau begann autodidaktisch mit 14 Jahren Schlagzeug zu spielen. Daneben malte er. Seit 1994 begleitete er Chansonsänger wie Patrick Bruel (seinen Halbbruder), Jean-Louis Aubert, Alain Souchon, Arthur H, Sophia Charaï (Mouja) oder Mathieu Boogaerts, mit denen er mehrere Alben aufnahm. Seit seiner Jugend interessierte er sich zudem für Jazz; seine ersten Schritte in diesem Genre machte er bei Michel Portal im Jahr 2006. Es folgten Konzerte als Sideman von Flavio Boltro, Pierrick Pédron, Rémi Vignolo, Xavier Richardeau, Éric Legnini und Bojan Z. Weiterhin arbeitete er u. a. mit Guillaume de Chassy (Faraway So Close, 2007), Pierrick Pedron, Bruno Angelini, Alexis Avakian und Arnault Cuisinier.
Seit 2008 war Moreau Mitglied des Trios von Jean-Philippe Viret (mit dem er 2011 bei den Victoires de jazz ausgezeichnet wurde) und des Stéphane Kerecki Quartet. Im Bereich des Jazz war er laut Tom Lord zwischen 2000 und 2016 an 20 Aufnahmesessions beteiligt, u. a. auch mit Airelle Besson, Laura Littardi, Kellylee Evans, Macha Gharibian, Térez Montcalm, Pierrick Pedron und Nicola Sergio. 2019 legte er unter eigenem Namen das Album Double Portrait (INC/SES) vor, in dem auch eigene Malerei dokumentiert ist.

## Diskographische Hinweise
- Jean-Philippe Viret, Édouard Ferlet, Fabrice Moreau: Le Temps qu'il fait (Mélisse Music 2007)
- Bruno Angelini, Mauro Gargano, Fabrice Moreau: So, Now? ... (Sans Bruit 2011)
- Ricardo Izquierdo, Mauro Gargano, Fabrice Moreau: Ants (Gaya 2017)
- Double Portrait (INC/SES 2019, mit Antonin-Tri Hoang, Ricardo Izquierdo, Jozef Dumoulin, Mátyás Szandai sowie Nelson Veras)